# Flumotion
Flumotion Services, SA es una empresa española con sedes en Barcelona, Valencia, Madrid, y México DF.
Fundada en el 2006, pertenece al grupo Flumotion Inversiones S.L. desde el 2024.
Flumotion ofrece tecnologías para el streaming en directo y bajo demanda que simplifican la gestión y mantenimiento del contenido audiovisual y enriquecen y optimizan la comunicación, seguridad y monetización de Internet.
En 2011 y 2012 la revista Streaming Media, líder en el sector, nombró a Flumotion una de las empresas más importantes de vídeo en línea, junto con Adobe, Apple, Facebook y YouTube.
Compañías como Nestlé, Danone, ISDIN, ESADE, etc. utilizan las plataformas de streaming de Flumotion para implementar sus estrategias de vídeo marketing en línea.
Medios de comunicación como RTVE, TV3, RTVCYL, RTVG, Canal Extremadura, RTVC, BETEBE, COPE, etc. maximizan la monetización de sus contenidos y el retorno de inversión gracias a las soluciones de Flumotion.

## Flumotion Media Suite
Flumotion Media Suite es la plataforma all-in-one modular y escalable para entornos profesionales que permite la gestión, publicación y monetización de vídeo y audio en línea en todos los dispositivos. Flumotion ofrece la codificación de la señal on cloud en tiempo real y para vod con opción de múltiples entradas y formatos de salida, 24x7. 
Flumotion Encoding ofrece la posibilidad de publicar en diversos formatos como IOS, Flash, MPEG-TS y Smooth Streaming además de poder realizar la grabación del contenido.
Para conseguir la máxima flexibilidad, Flumotion permite distintas modalidades de captura tanto para señal de audio y video en directo, como para la subida de archivos para su visualización bajo demanda, codificación y para metrización del video. Proporcionando a cada cliente la solución óptima a sus necesidades. 
Flumotion Media Suite también permite la gestión, monetización y analítica del audio/vídeo contenido.

## Soluciones
Flumotion ofrece soluciones all-in-one para vídeo y audio en línea en vivo y bajo demanda:
- Eventos en vivo
- Media
- Vídeo corporativo
- Vídeo marketing
- Radio en línea
- E-Learning

## Clientes
Entre los clientes de la compañía destacan Nike, Loewe, Danone, RTVE, BTV, etc.